# Bath Iron Works

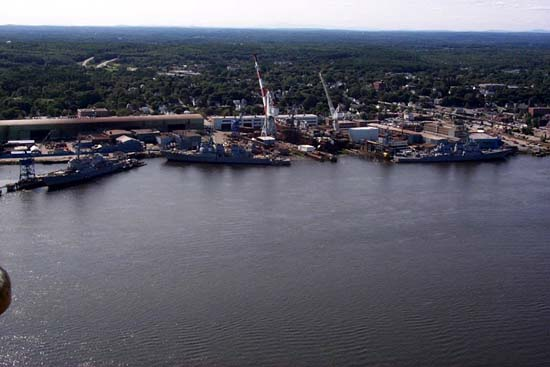
Navios sob construção no porto da empresa.

Bath Iron Works (BIW) é um estaleiro norte-americano localizado no  na cidade de Bath ao lado do rio Kennebec, Maine. Fundado em 1826 como uma empresa de fundição, expandiu as suas atividade como estaleiro quando adquiriu a Goss Marine Iron Works em 1888. A empresa faz parte do  grupo empresarial General Dynamics Marine Systems.
A partir de 1934 até o final da Segunda Guerra Mundial, a Bath Iron Works colocou em operação 83 contratorpedeiros e caça-minas, construiu ao longo do tempo mais de 600 navios de uso privado, comercial e militar, com a maioria de suas entregas feitas para a Marinha dos Estados Unidos. Seus estaleiros já construiram e até projetaram vários couraçados, fragatas, cruzadores e contratorpedeiros, incluindo os navios da classe Arleigh Burke, que são uns dos mais avançados navios de guerra em operação. O estaleiro também está participando da construção do USS Zumwalt (DDG-1000) da Classe Zumwalt, a nova geração de contratorpedeiros da Marinha dos Estados Unidos.